# Strålvaxskivling
Strålvaxskivling (Hygrocybe radiata) är en svampart som beskrevs av Arnolds 1989. Strålvaxskivling ingår i släktet Hygrocybe och familjen Hygrophoraceae.  Arten är reproducerande i Sverige. Inga underarter finns listade i Catalogue of Life.
I den svenska databasen Dyntaxa används istället namnet Hygrocybe roseascens för samma taxon.  Arten är reproducerande i Sverige.